# Glenfinnan

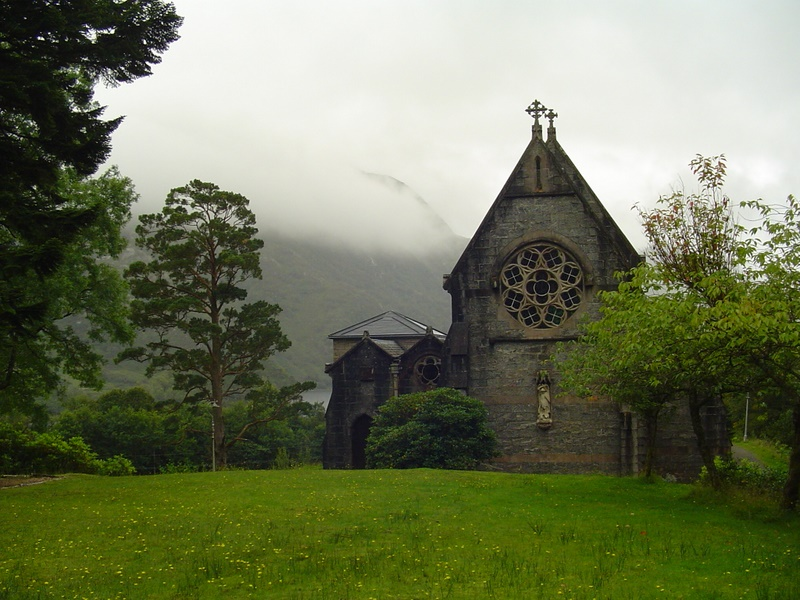
Église de Glenfinnan

Glenfinnan (Gleann Fhionnainn en gaélique écossais) est un village du district de Lochaber dans les Highlands écossais. Il est situé à l'extrémité nord du Loch Shiel, au pied du Glen Finnan.

## Le Monument de Glenfinnan
Le Monument de Glenfinnan, érigé en 1815 à la pointe du Loch Shiel, marque l'endroit où le prince Charles Édouard Stuart (Bonnie Prince Charlie) a levé son étendard au début des rébellions jacobites de 1745.

### 1745-1756
Le prince Charles, revenant de France, a d'abord débarqué à Eriskay, dans les Hébrides. Il a ensuite voyagé jusqu'à la terre en canot, touchant terre au Loch nan Uamh, à l'ouest de Glenfinnan. C'est là qu'il rencontra des hommes du Clan Donald, suivis après plusieurs jours par d'autres MacDonald, mais aussi des Cameron et des Macdonnell. Lorsque le prince estima qu'il avait réuni suffisamment d'hommes, il monta sur la colline et déploya son étendard royal le 19 août 1745, revendiquant les trônes d'Écosse et d'Angleterre au nom de son père James Stuart, le « Vieux Prétendant ». C'est ainsi que débuta un soulèvement devant s'achever tragiquement huit mois plus tard à la bataille de Culloden, le 16 avril 1746.
Après Culloden, dans sa fuite devant les troupes du gouvernement, Charles retourna dans la région de Glenfinnan. Des fidèles de la cause jacobite l'y cachèrent jusqu'à l'arrivée d'une frégate française sur les rives du Loch nan Uamh, près de l'endroit où il avait débarqué et levé son étendard. Aujourd'hui, le Prince's Cairn marque le lieu du départ du Jeune Prétendant.

### Le mémorial

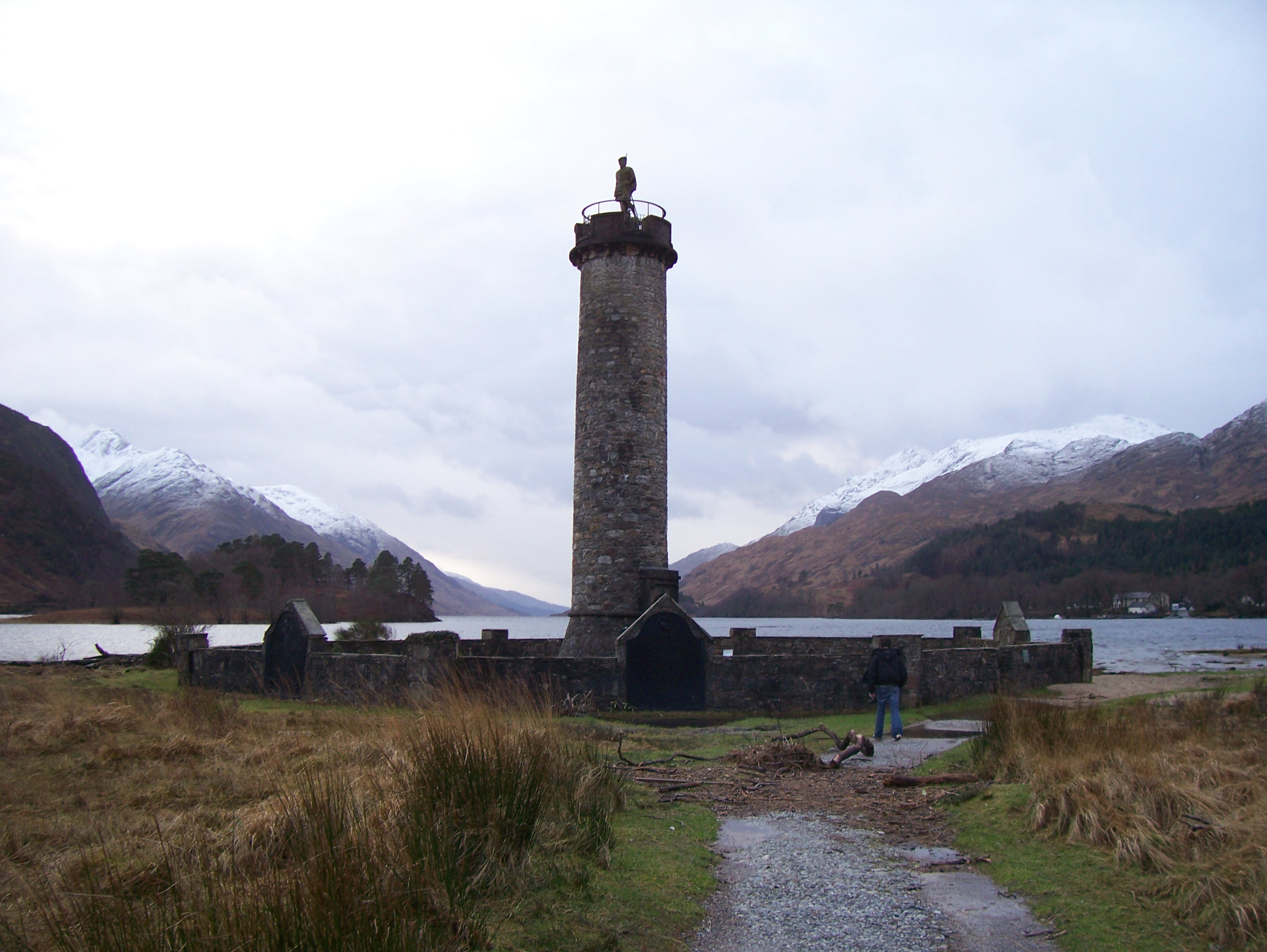
Le mémorial

En 1815, le jacobitisme n'était plus une menace politique. Afin de commémorer le lever de l'étendard, Alexander Macdonald de Glenaladale a construit une tour à Glenfinnan, surmontée de la statue d'un Highlander anonyme portant le kilt. La tour, conçue par l'architecte écossais James Gillespie Graham, ne put être élevée à l'emplacement historique exact en raison de la route reliant Fort William à Arisaig, construite en 1812 par Thomas Telford, et qui traverse le glen.
Des centaines d'enthousiastes jacobites s'y retrouvent chaque année le 19 août pour célébrer la mémoire des soulèvements de 1745.
Le Monument de Glenfinnan appartient au National Trust for Scotland depuis 1938. Le Trust a également construit un centre d'accueil pour les visiteurs et les touristes, et la tour est aussi devenue un monument à Alexander Macdonald, mort avant la fin de sa construction.

Sur la gauche le mémorial jacobite de Glenfinnan devant le loch Shiel (Lochaber) avec le célèbre viaduc de Glenfinnan à droite

## Célébrité cinématographique

### Le viaduc de Glenfinnan

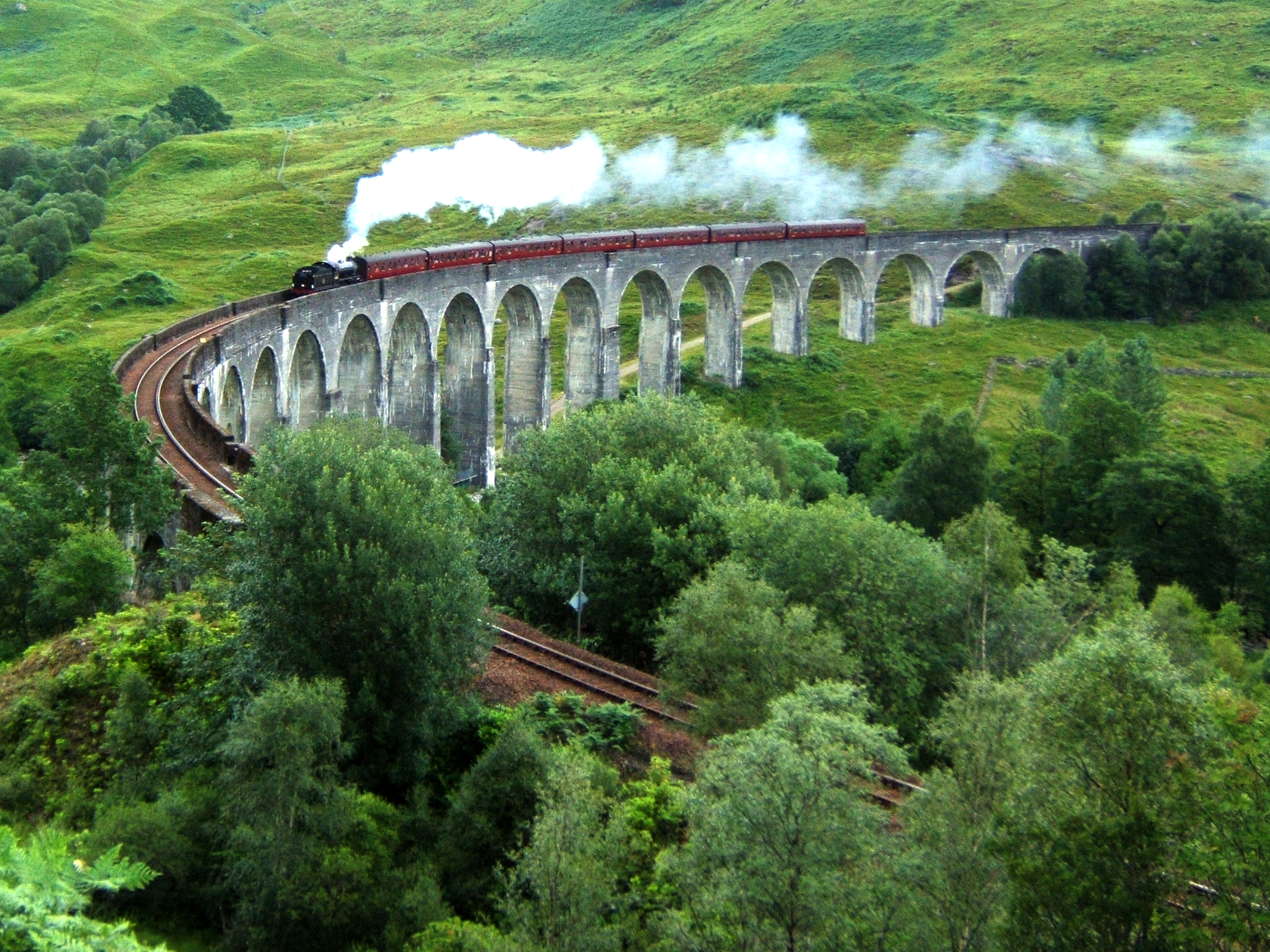
Viaduc de Glenfinnan

Environ à la moitié de la ligne du pittoresque West Highland Railway, entre Fort William et Mallaig se situe la gare de Glenfinnan. Le Jacobite Steam Train, un train à vapeur de la West Coast Railway Company, ainsi que plusieurs autres trains, emprunte régulièrement la voie. Celle-ci, juste avant l'arrivée à Glenfinnan - dans la direction de Mallaig - emprunte un viaduc spectaculaire.
Le viaduc a été construit de 1897 à 1901 par l'ingénieur Sir Robert McAlpine. Long de 21 arches et haut de 30 mètres, le viaduc a été rendu célèbre par le deuxième film de Harry Potter, Harry Potter et la Chambre des secrets, où le Jacobite Steam Train - transformé en Poudlard Express - était filmé traversant le viaduc. Les films suivants ont d'ailleurs repris ce plan à plusieurs reprises.
Le viaduc est également apparu dans le film de 1969 Ring of Bright Water, où l'acteur principal, Bill Travers, était filmé en train de le traverser en train.

### Personnages de fiction
Dans l'univers du film Highlander, Connor et Duncan MacLeod, deux Écossais de fiction, sont nés à Glenfinnan, respectivement en 1518 et 1592.